# Sur le fil (téléfilm)
Pour les articles homonymes, voir Sur le fil.
Sur le fil (High Noon) est un téléfilm américain réalisé par Peter Markle et diffusé le 4 avril 2009 sur Lifetime. Il s'agit de l'adaptation du roman Si tu m’abandonnes de Nora Roberts.

## Fiche technique
- Titre original : High Noon
- Réalisation : Peter Markle
- Scénario : Terri Kopp, d'après le roman de Nora Roberts
- Durée : 90 minutes
- Pays :  États-Unis

## Distribution
- Emilie de Ravin (VF : Karine Foviau) : Lieutenant Phoebe McNamara[2]
- Ivan Sergei (VF : Adrien Antoine) : Duncan Swift[2]
- Brian Markinson : Capitaine David McVee
- Ty Olsson (VF : Guillaume Orsat) : Dennis Walken
- Cybill Shepherd : Essie McNamara[2]
- Olivia Cheng (en) : Inspecteur Liz Alberta
- Patrick Sabongui (en) : Arnie Meeks
- Savanna Carlson : Carly McNamara
- Biski Gugushe : Phin
- Peter Benson : Roy Squires
- Tom Carey : Joe Ryder
- Simeon Taole : Razz
- Norma Lewis : Opal
- David Lereaney : Mark D
- Joe Norman Shaw : Avocat Bernard Jones
- Terry Lawrence : Commandant Nate Harrison
- Michele Bogdanow : Glynis
- Hamish Boyd : Grady
- David Haysom : Officier Dallon
- Ashley Chomik : Annie Utz
- Janelle Cooper : Louise « Loo » Hector
- Chris Aanderson : Inspecteur « Bull » Sykes
- Brent Woolsey : Garde de la sécurité
- Les McDonald (cinéma) : Tireur d'élite
- Kirk Heuser : Journaliste
- BJ Harrison : Maa Bee